# Phytrocaria phaea
Phytrocaria phaea är en skalbaggsart som beskrevs av Wang 1996. Phytrocaria phaea ingår i släktet Phytrocaria och familjen långhorningar. Inga underarter finns listade i Catalogue of Life.